# Киреев, Владимир Иванович
Владимир Иванович Киреев (род. 1938, Царево, Рязанская область) — доктор физико-математических наук, профессор Московского государственного горного университета, заслуженный деятель науки РФ (1998).

## Биография
Родился в 1938 году в с. Царёво Ермишинского района Рязанской области.
Окончил Савватемскую среднюю школу (1955), Касимовский индустриальный техникум (1958), затем (после 3 лет службы в армии) — аэромеханический факультет МФТИ (1966), специальность летательные аппараты, инженер-физик.
Ещё на 4 курсе был принят техником в НПО «Энергия» (город Королёв Московской области), там же работал после окончания института младшим, а затем старшим научным сотрудником.
В 1970 году стал лауреатом премии имени профессора Н. Е. Жуковского I степени (с А. Н. Крайко и др.). В 1972 году защитил кандидатскую диссертацию.
В 1977—2001 годах работал в МАИ на кафедре вычислительной математике и программирования: преподаватель, доцент, с 1989 года профессор. В 1986 году после защиты диссертации присвоена степень доктора физико-математических наук.
С 2001 года профессор МГГУ (Московский государственный горный университет).

### Книги
- Методы установления и сквозного счёта разрывных решений уравнений газовой динамики и их алгоритмы : (Тексты лекций) / Н. А. Архангельский, В. И. Киреев, У. Г. Пирумов. — М. : МАИ, 1981. — 37 с. : ил.; 21 см.
- Численное моделирование газодинамических течений / В. И. Киреев, А. С. Войновский. — М. : Изд-во МАИ, 1991. — 253 с. : ил.; 20 см; ISBN 5-7035-0148-2 :
- Численные методы в примерах и задачах / В. И. Киреев, А. В. Пантелеев. — М. : Изд-во МАИ, 2000. — 374 с. : ил.; 20 см. — (Учебная литература) (Прикладная математика в примерах и задачах).; ISBN 5-7035-2318-4
  - Численные методы в примерах и задачах : учеб. пособие для студентов высш. техн. учеб. заведений / В. И. Киреев, А. В. Пантелеев. — Изд. 2-е, стер. — М. : Высш. шк., 2006 (ГУП Смол. обл. тип. им. В. И. Смирнова). — 479, [1] с. : ил., табл.; 22 см. — (Прикладная математика для ВТУЗов).; ISBN 5-06-004763-6
  - Численные методы в примерах и задачах : учебное пособие для студентов высших технических учебных заведений / В. И. Киреев, А. В. Пантелеев. — 3-е изд., стер. — Москва : Высш. шк., 2008. — 479, [1] с. : ил., табл.; 22 см. — (Прикладная математика для втузов).; ISBN 978-5-06-004763-9

### Статьи
- Иванов М. Я., Киреев В. И. К расчёту сильно недорасширенных сверхзвуковых затопленных струй // Ж. вычисл. матем. и матем. физ., 16:3 (1976), 750—757
- Киреев В. И., Пирумов У. Г. Расчёт стационарных сверхзвуковых течений с неравновесными химическими реакциями // Ж. вычисл. матем. и матем. физ., 20:1 (1980), 182—190